# Jean-Claude Guibal
Jean-Claude Guibal (Ajaccio, 13 gennaio 1956 – Mentone, 25 ottobre 2021) è stato un politico francese.
Fu membro dell'Assemblea nazionale francese. Dal 1997 al 2017 ha rappresentato la quarta circoscrizione del dipartimento delle Alpi Marittime ed è stato membro dei Repubblicani dal 2015. Dal 1989 fino alla sua morte nel 2021, è stato sindaco di Mentone per 6 mandati consecutivi.
Jean-Claude Guibal si è laureato presso l'HEC Paris, Sciences Po e l'ENA.